# Джанаморха Непал
Джанаморха Непал (Janamorcha Nepal, непальск. जनमोर्चा नेपाल, «Народный фронт Непала») — массовая коммунистическая организация в Непале, созданная в 2002 году как электоральный фронт и политическое крыло подпольной на тот момент Коммунистической партии Непала (Центр единства — Масал).

## История
«Народный фронт Непала» образовался в результате слияния между Коммунистической партией Непала (Центр единства) и Коммунистической партией Непала (Масал), когда их широкие фронты (Самъюкта Джанаморха Непал и Раштрия Джана Морха соответственно) объединились 10 июля 2002 года. Центральный Комитет Джанаморха Непал состоял из 46 членов (по 23 от каждого из составляющих). На момент своего основания, у Джанаморха Непал было шесть членов парламента.
Во время Народного движения 2006 года Джанаморха Непал присоединился к «Альянсу семи партий». После поражения режима короля Гьянендры, Джанаморха Непал оказался разделен. По состоянию на декабрь 2006 года три отдельные организации, имеющие представительство в парламенте, называли себя Джанаморха Непал. Одну группу возглавлял Амик Шерхан, другую — Читра Бахадур К. Ч., третью — Читра Бахадур Але. Группа Шерхана сумела сохранить свою регистрацию в избирательной комиссии, вошла в правящий Альянс восьми партий и Временное правительство, получив должности министра и госсекретаря здравоохранения.
Пути групп, создавших Джанаморха Непал — КПН (Масал) и КПН (Центр единства) — в свое время разошлись с Коммунистической партией Непала (маоистской), но опять сошлись уже в январе 2009 года, после всеобщих выборов, когда все структуры влились в Объединённую коммунистическую партию Непала (маоистскую). Основным мотивом разногласий был тезис КПН (ЦЕ-М) и Джанаморха Непал о том, что «Народная война», ведомая маоистской Народно-освободительной армией, только «играет на руку королю и роялистской силам, выступающим за отмену парламентской демократии» и таким образом отдаляет момент настоящей социалистической революции. Это обстоятельство мешало сближению этих сил, несмотря на схожую радикальность их программ и принадлежность к маоистскому лагерю. В конце концов, когда линия КПН (м) всё же привела к падению непальской монархии, часть бывших отколов, в том числе Джанаморха Непал Амика Шерхана, вошла в состав этой политической силы.
Группа Читра Бахадура К. Ч. поменяла название обратно на Раштрия Джана Морха (Растрия Джанаморха), а Читра Бахадура Але — присоединилась к Коммунистической партии Непала (Объединенной).